# Mimosa tenuiflora
Mimosa tenuiflora – gatunek wieloletniego zimozielonego krzewu, naturalnie występującego na północno-wschodnich terenach Ameryki Południowej i w Meksyku. Przez lokalną ludność nazywana jest Jurema, Jurema Preta, Black Jurema i Vinho de Jurema. 
W korze korzenia w stężeniu około 1% występują psychoaktywne alkaloidy. Najważniejszym z nich jest DMT, z racji wysokiej zawartości tego psychedeliku Mimosa tenuiflora jest jednym z podstawowych składników enteogennego napoju ayahuasca. DMT samo w sobie nie działa przy zażyciu doustnym - by stało się aktywne po podaniu tą drogą, musi zostać połączone ze środkiem z grupy inhibitorów MAO, na przykład z harmaliną. 
Od 8 maja 2009 Mimosa tenuiflora zaliczana jest do środków odurzających grupy I-N (obok m.in. morfiny) (Dz.U. z 2009 r. nr 63, poz. 520).